# Polish American Studies
Polish American Studies – amerykański półrocznik naukowy wydany w Chicago od 1944 roku przez Polish American Historical Association. Redaktorami naczelnymi pisma byli: od 1946 – Józef Wincenty Swastek, od 1969 – Frank Renkiewicz, od 1983 – James S. Pula. W periodyku są publikowane interdyscyplinarne artykuły oraz recenzje dotyczące historii Polski oraz relacji polsko-amerykańskich.